# هریشرید
هریشرید (به آلمانی: Herrischried) یک شهر در آلمان است که در Waldshut واقع شده‌است. هریشرید ۲٬۷۷۶ نفر جمعیت دارد.